# Polypedilum yakucedeum
Polypedilum yakucedeum är en tvåvingeart som beskrevs av Sasa och Suzuki 2000. Polypedilum yakucedeum ingår i släktet Polypedilum och familjen fjädermyggor. Inga underarter finns listade i Catalogue of Life.